# Tượng Sơn, Ninh Ba
Tượng Sơn (象山县) là một huyện thuộc địa cấp thị Ninh Ba, tỉnh Chiết Giang, Cộng hòa Nhân dân Trung Hoa. Tượng Sơn nằm ở phía đông của Chiết Giang, có diện tích 1172 kilômét vuông, dân số 530.000. Mã số bưu chính của Tượng Sơn là 315700, chính quyền huyện đóng ở số 21, phố Hậu Đường của nhai đạo Đan Đông. Huyện Tượng Sơn được chia thành 3 nhai đạo, 10 trấn và 5 hương. Tổng cộng có 32 ủy ban cư dân, 713 ủy ban thôn. Các nhai đạo là: Đan Đông, Đan Tây, Tước Khê. Các trấn: Thạch Phố, Tây Chu, Hiền Tường, Đồ Tì, Đại Từ, Tứ Châu Đầu, Định Đường, Tân Kiều, Hạc Phố. Các hương: Hoàng Tị 岙, Mao Dương, Đông Trần, Cao Đường Đảo, Hiểu Đường.